# Шарифабад (Ардакан)
Шарифабад (перс. شریف آباد‎) — населённый пункт в провинции Йезд, центральный Иран. Административный центр шахрестана Эрдекан. В 2006 году население города насчитывало 4000 человек. Важный религиозный центр зороастризма.
Шарифабад — второе по значимости заратуштрийское поселение после самого Йезда, бывшее место пребывания Огня Варахрам. Ныне Шарифабад вместе с селением Аллахабад фактически срослись с городом Эрдекан, располагающимся чуть западнее. В Шарифабаде и Аллахабаде имеется своё аташкадех.